# الألعاب البارالمبية الشتوية 1992
الألعاب البارالمبية الشتوية 1992 هي النسخة الخامسة من الألعاب البارالمبية بدأت في 25 مارس وإنتهت في 1 أبريل 1992 في تينييه وألبرتفيل، فرنسا بعد نجاح عرض المدينة في الحصول على شرف استضافة الألعاب البارلمبية، شارك 365 رياضي في منافسات هذه النسخة ومن 24 دولة. إحتلت الولايات المتحدة الصدارة في ترتيب الميداليات بعد فوزها ب20 ميدالية ذهبية.